# Рахилина, Екатерина Владимировна
Екатери́на Влади́мировна Рахи́лина (род. 14 февраля 1958, Москва) — российский лингвист, доктор филологических наук (2000), профессор НИУ ВШЭ. Член Европейской академии.

## Биография
Выпускница ОСиПЛ филологического факультета МГУ, в 1980—2007 работала в ВИНИТИ РАН, затем заведовала Отделом лингвистических исследований. Защитила кандидатскую диссертацию «Вопросительные элементы в диалоге „человек-машина“» (1988) и докторскую диссертацию «Когнитивный анализ предметных имен: семантика и сочетаемость» (2000).
Профессор, руководитель Школы лингвистики Факультета гуманитарных наук Высшей школы экономики. Ведущий научный сотрудник Отдела лингвистического источниковедения ИРЯ РАН, профессор учебно-научного центра лингвистической типологии Института лингвистики РГГУ. Член Экспертного совета ВАК РФ по филологии и искусствоведению (с 2018).
Область интересов: лексическая семантика, лексическая типология, грамматика конструкций, корпусная лингвистика.
Е. В. Рахилина — организатор нескольких типологических проектов по описанию семантики различных языков мира (глаголы плавания и движения в воде, глаголы вращения, обозначения боли и др.).
С 2018 г. — участник и соорганизатор нескольких лингвистических экспедиций на Памир.
Член Московского типологического общества и Международной ассоциации когнитивных славистов; входит в состав редколлегии журнала «Вопросы языкознания».

### Семья
- Замужем за лингвистом В. А. Плунгяном[5][6].
  - Дочь — искусствовед Надежда Плунгян (род. 1983)[7] и психолог Татьяна Плунгян[8].

## Основные труды
- Семантика или синтаксис? (К анализу частных вопросов в русском языке). München: Sagner, 1990.
- Путеводитель по дискурсивным словам русского языка. М.: Помовский и партнёры, 1993 (соавторы А. Н. Баранов, В. А. Плунгян).
- Когнитивный анализ предметных имён: семантика и сочетаемость. М.: Русские словари, 2000; М.: Азбуковник, 2010, изд. 2, испр. и доп..
- Типология и теория языка: от описания к объяснению (к 60-летию А. Е. Кибрика) / ред. Е. В. Рахилина, Я. Г. Тестелец. М.: ЯРК, 1999.
- Глаголы движения в воде: лексическая типология / ред.-сост. Т. А. Майсак, Е. В. Рахилина. М.: Индрик, 2007.
- Объектный генитив при отрицании в русском языке / сост. Е. В. Рахилина. М.: Пробел, 2008.
- Корпусные исследования по русской грамматике / ред.-сост. К. Л. Киселева, В. А. Плунгян, Е. В. Рахилина, С. Г. Татевосов. М.: Пробел, 2009.
- Концепт боль в типологическом освещении / ред. В. М. Брицын, Е. В. Рахилина, Т. И. Резникова, Г. М. Яворская. Киев: Видавничий дім Дмитра Бураго, 2009.
- Лингвистика конструкций / отв. ред. Е. В. Рахилина. М.: Азбуковник, 2010.